# Hampoort

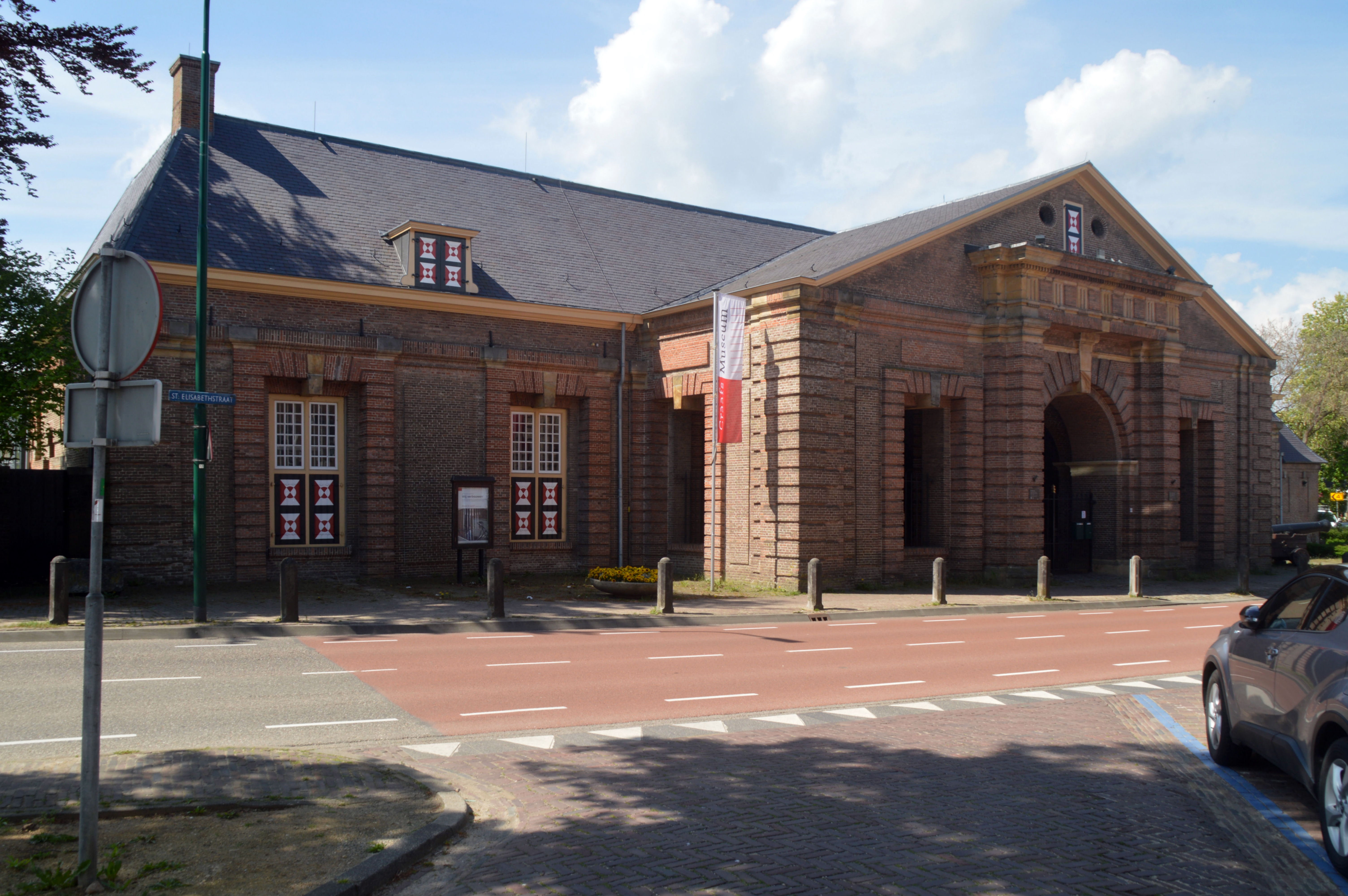
De Hampoort in 2021

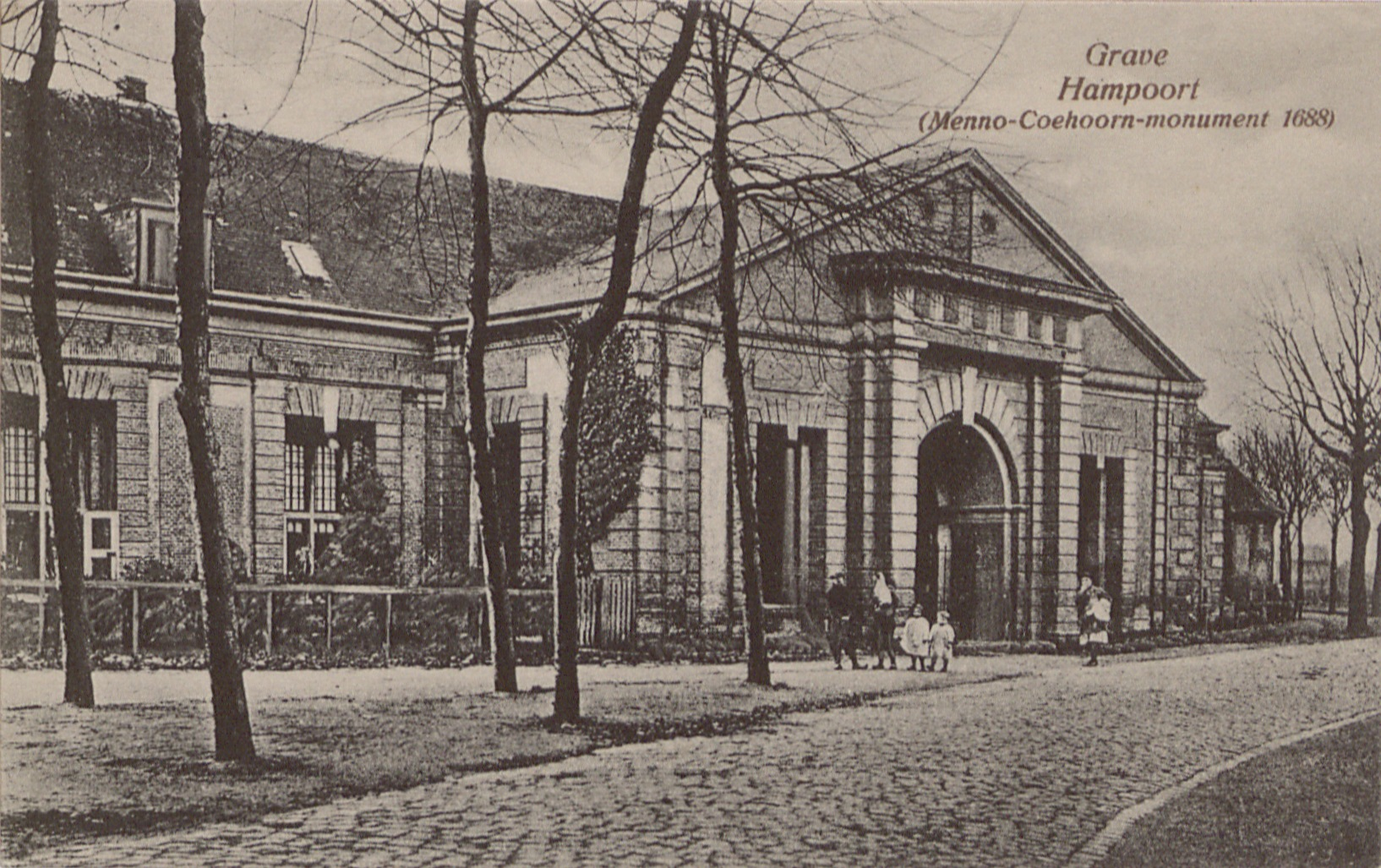
De Hampoort in 1925

De Hampoort met Stadsmuseum Grave is een stadspoort uit 1688 in het vestingstadje Grave in de Nederlandse provincie Noord-Brabant.

## Geschiedenis
De poort wordt voor het eerst in archieven genoemd in 1309. Deze Hampoort stond echter niet op de plaats van de huidige. In 1626 is op bevel van de Staten-Generaal de Hampoort verlegd in de richting van de kruising Hamstraat-Gasthuisstraat. De verovering van Grave op de Fransen door Willem III in 1674 leidde tot zware beschadigingen van de vestingwerken, waardoor nieuwbouw nodig werd. Zo kwam in 1688 een nieuwe Hampoort als onderdeel van de nieuwe vestingwerken tot stand.

## Gebruik
De Hampoort is opgetrokken in de stijl van het Hollands classicisme. Het poortgebouw bestaat uit een overdekte doorgang met ribloze kruisgewelven die aan de stadszijde uitmondt in een hal. De doorgang heeft twee knikken. Dat was een extra verdedigingsmaatregel. Door de knikken was het namelijk niet mogelijk om dwars door de poort te schieten. Het timpaan aan de landzijde omvat naast het jaartal 1688 de wapens van de Republiek der Verenigde Nederlanden en van Koning-Stadhouder Willem III.
In de 17e en 18e eeuw konden in de poortruimten twee bataljons voetvolk verblijven. In tijden dat er geen troepen in Grave waren gelegerd, deed het gebouw gewoon dienst als stadspoort. Doortrekkende troepen konden er eventueel overnachten. Rond 1814 werd de poort gebruikt als bakkerij en als militair hospitaal.
Het gebouw heeft tegenwoordig geen poortfunctie meer. De doorgang is gesloten. In de vleugels van de Hampoort zijn het Graafs Museum en de gildekamer van het Cloveniersgilde gehuisvest.

## Tunnel
Onder de poort is een tunnel die tegenwoordig via de Sint Elisabethstraat toegankelijk is. De gang van circa 50 meter loopt onder de Hampoort door tot midden onder de toegangspoort (landzijde). Dit (eind)punt ligt op het niveau van de waterspiegel van de gracht. Men denkt dat de gang is gebruikt als vluchtroute en/of riool.

## Monument
De Hampoort is aangewezen als Rijksmonument en behoort tot de 'Top 100 van de Rijksdienst voor de Monumentenzorg' uit 1990.

## Fotogalerij

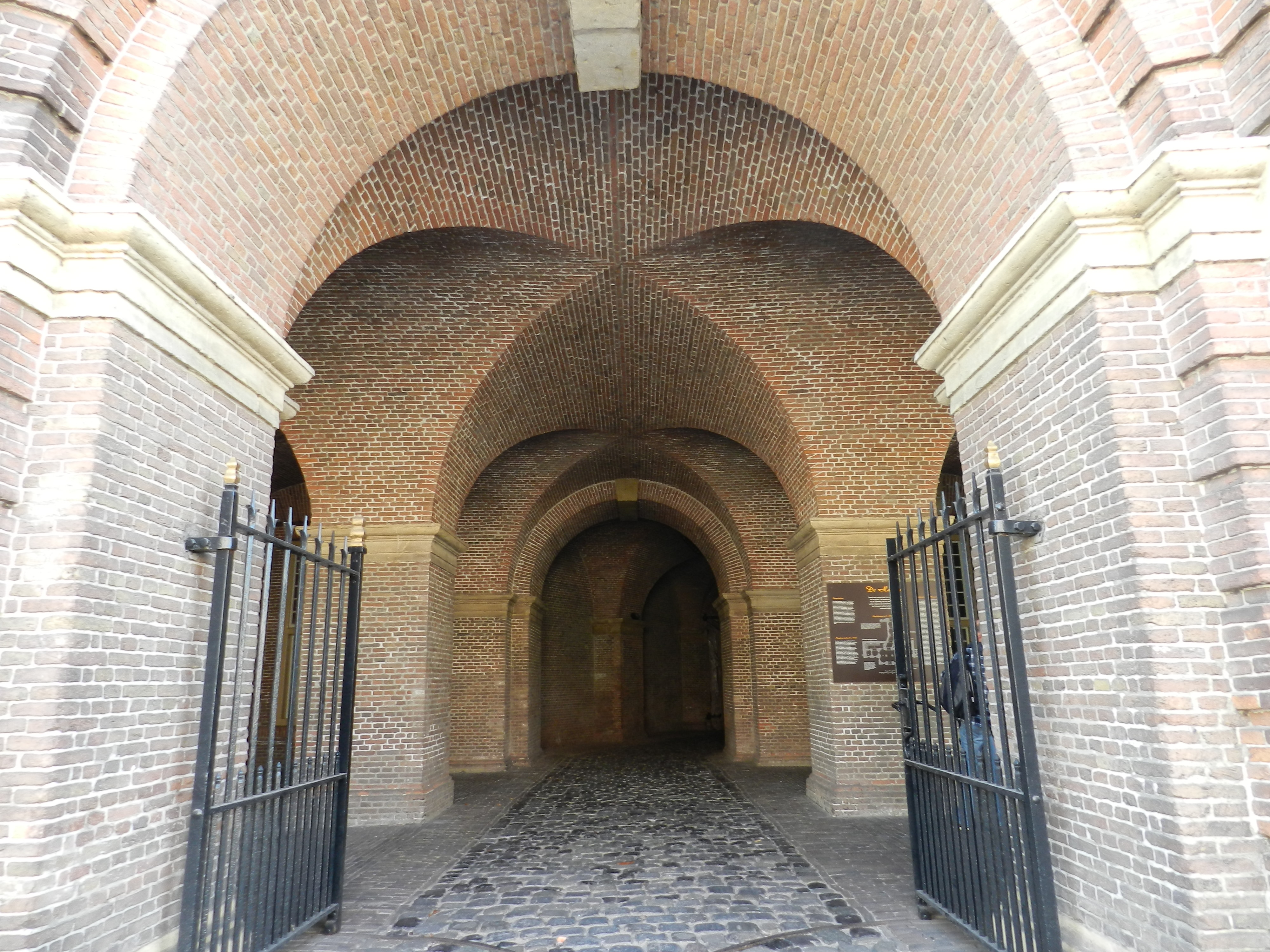
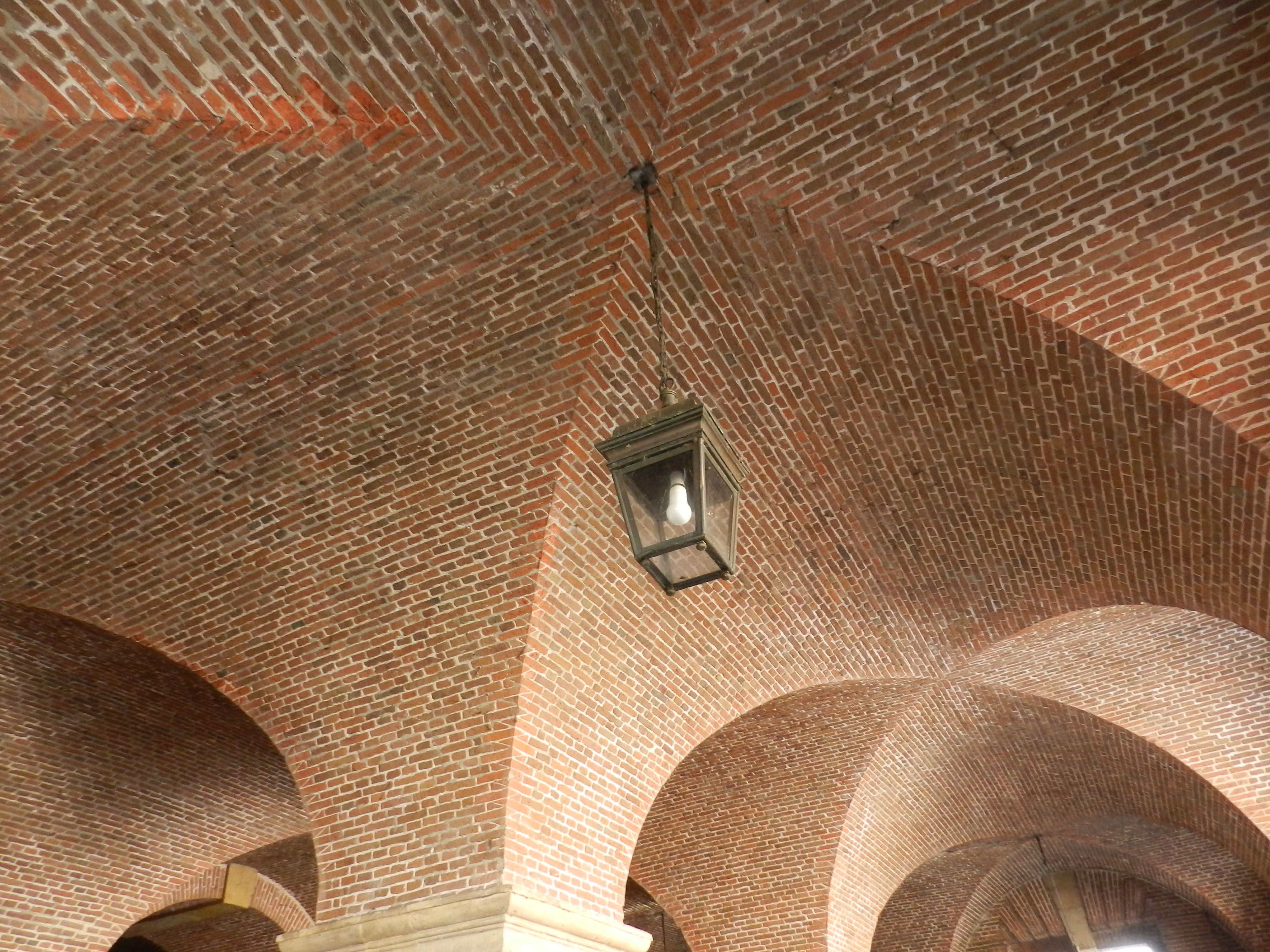
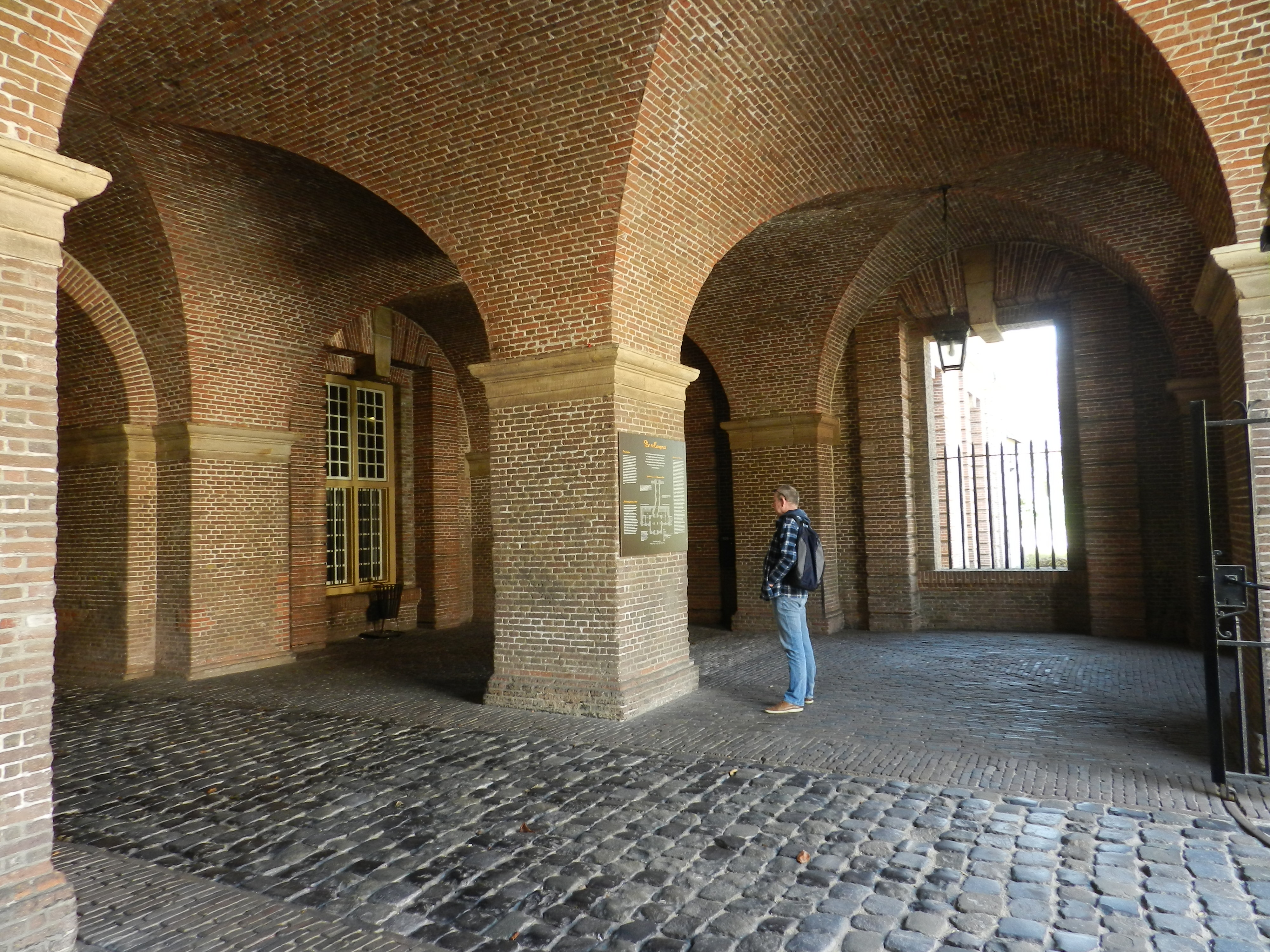
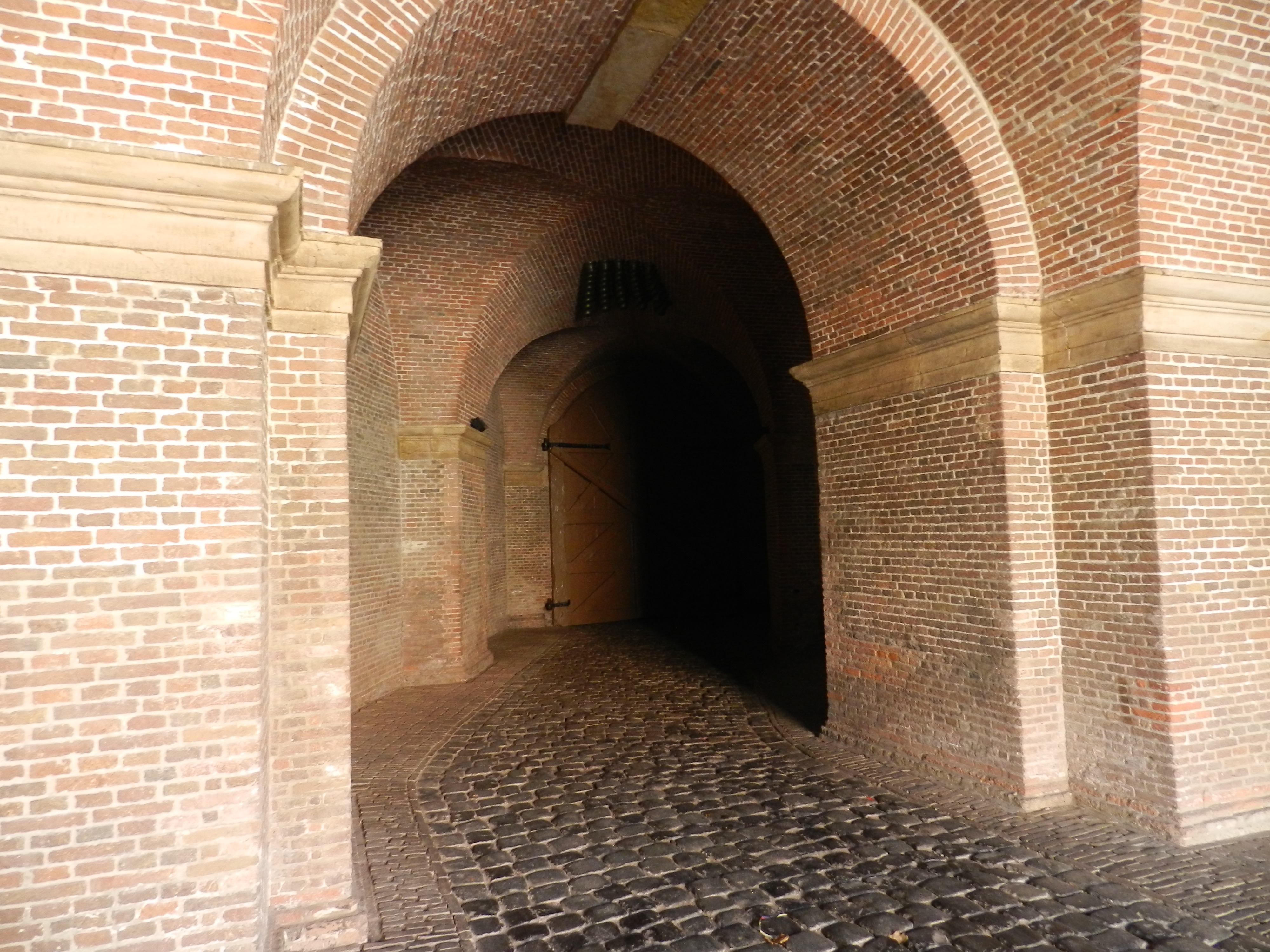
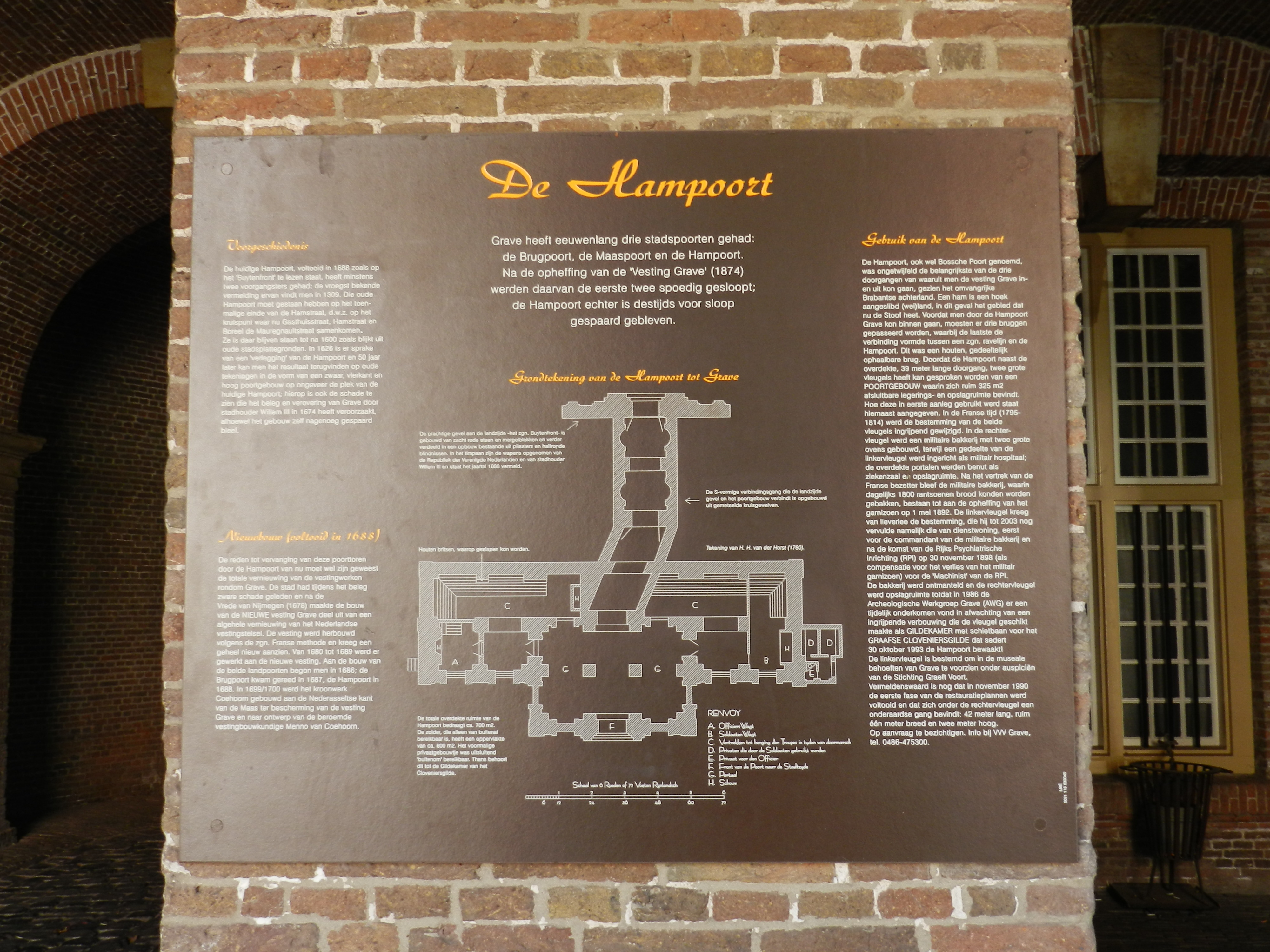
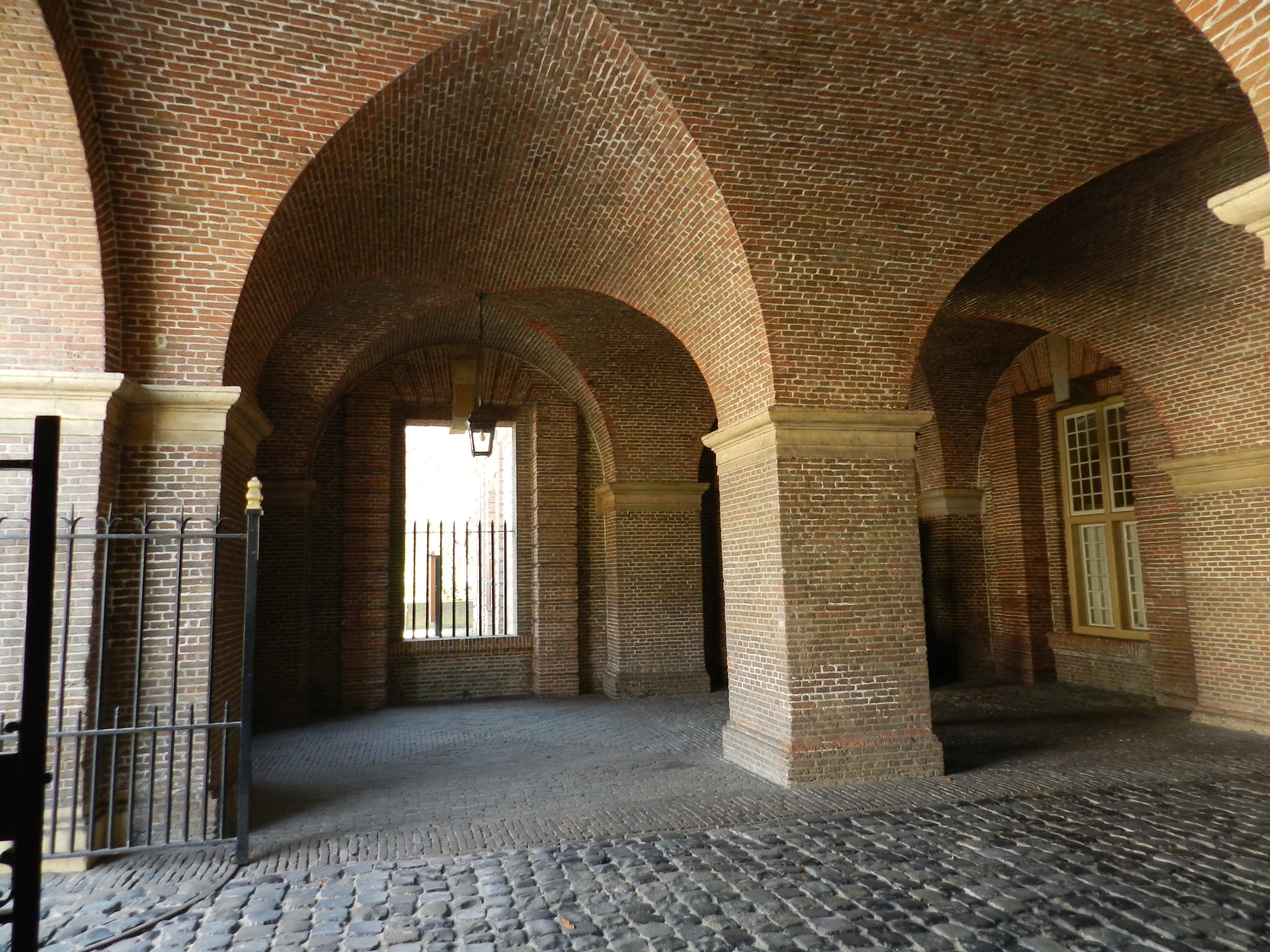
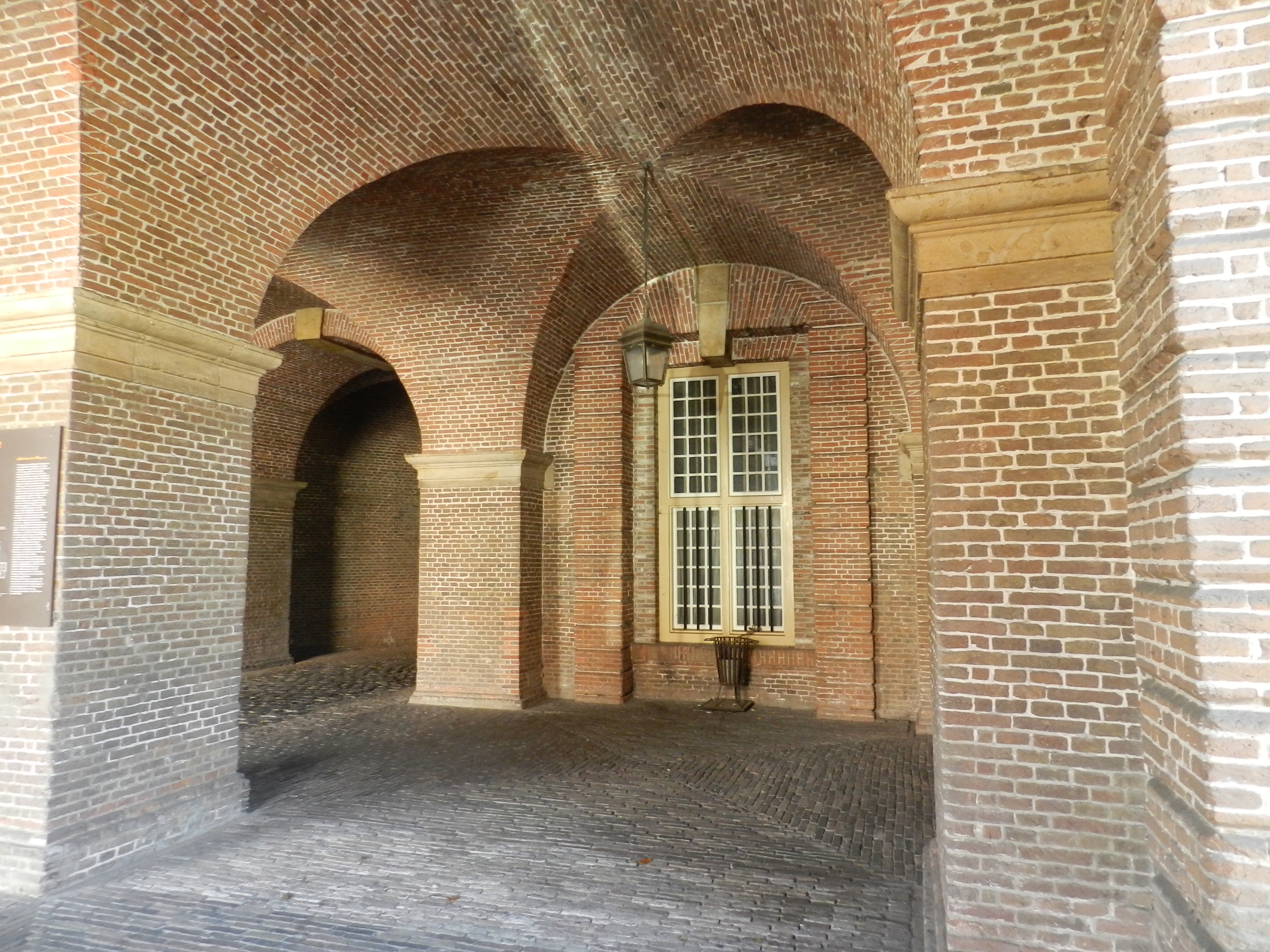
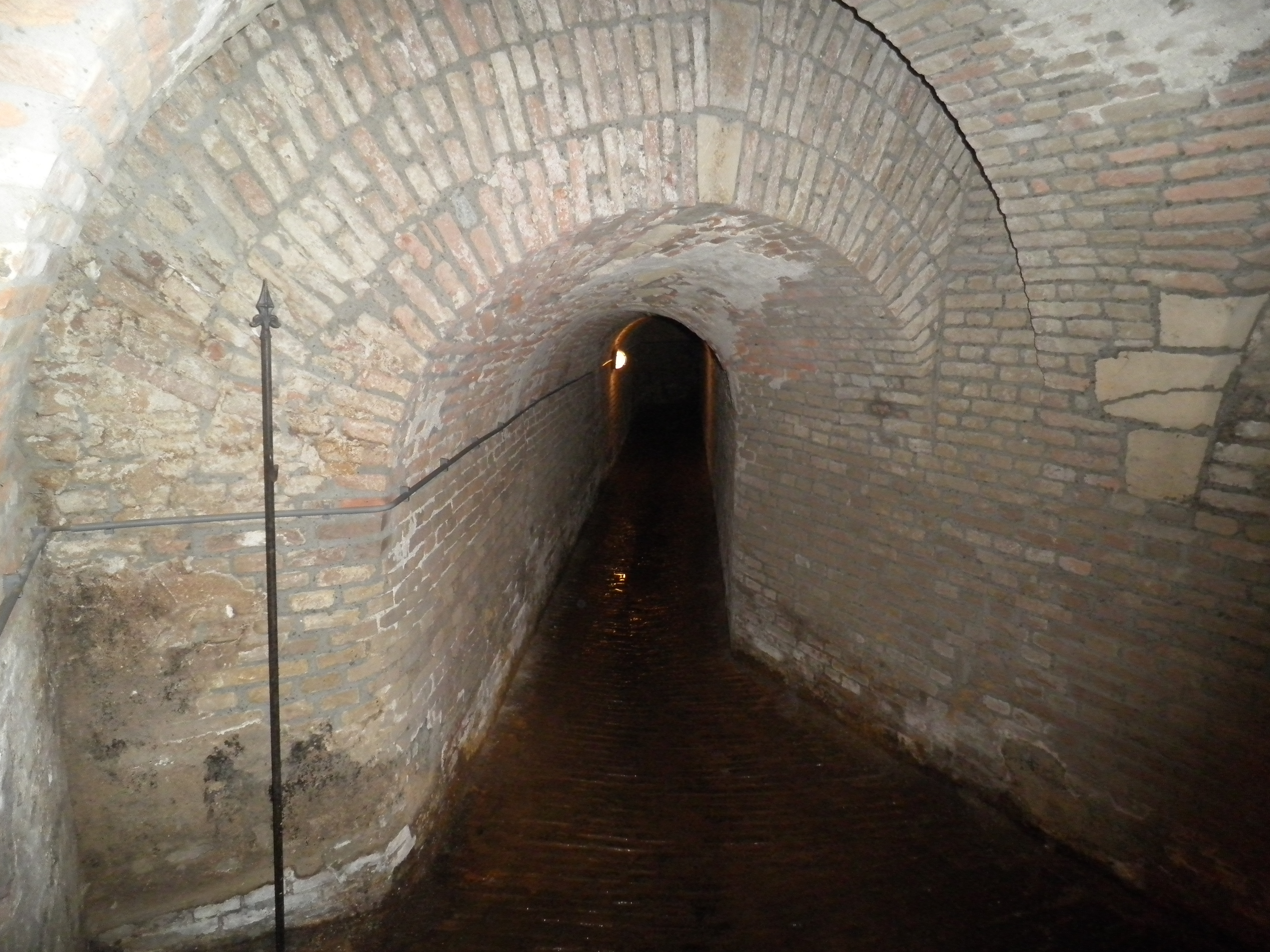
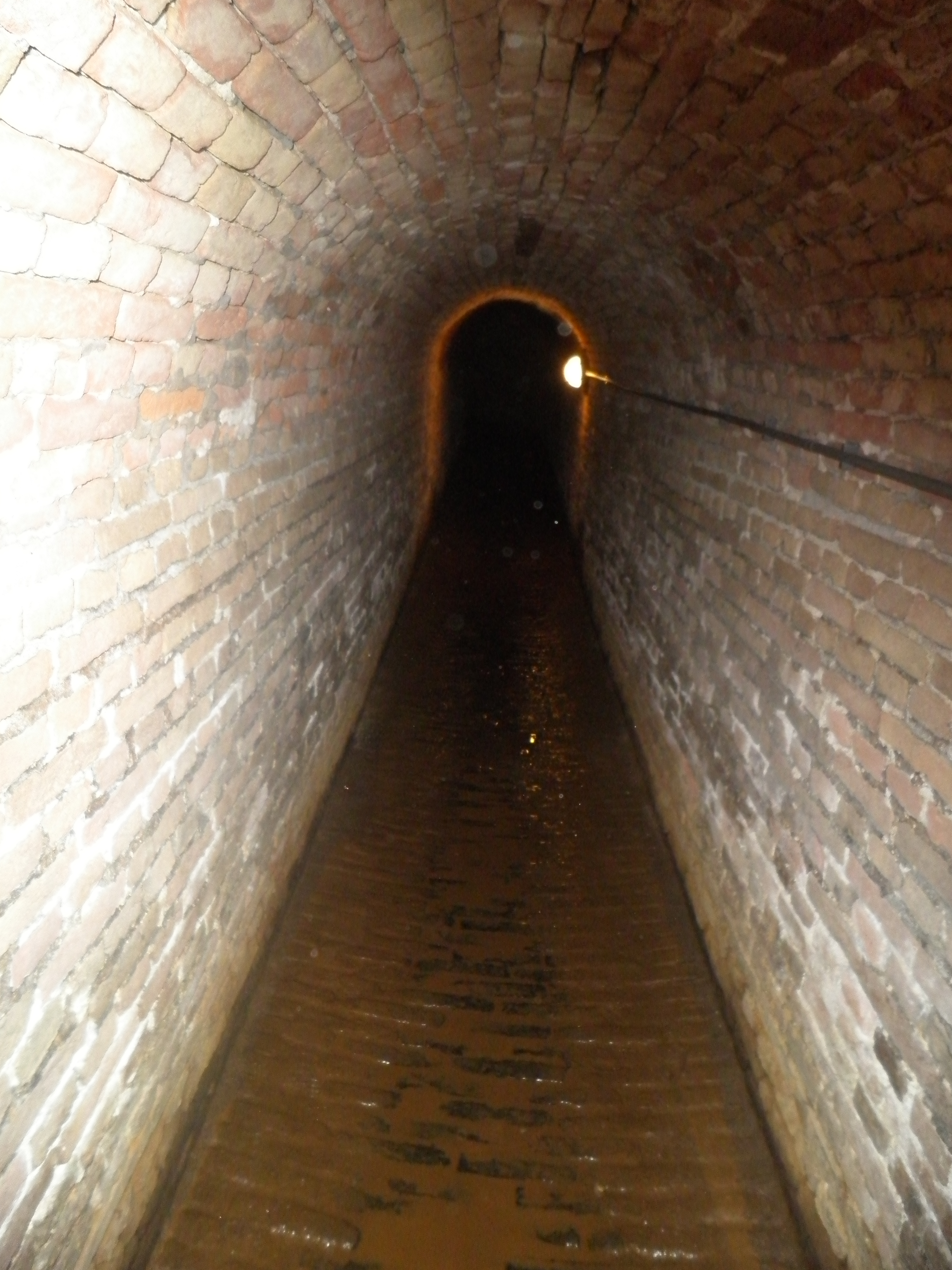
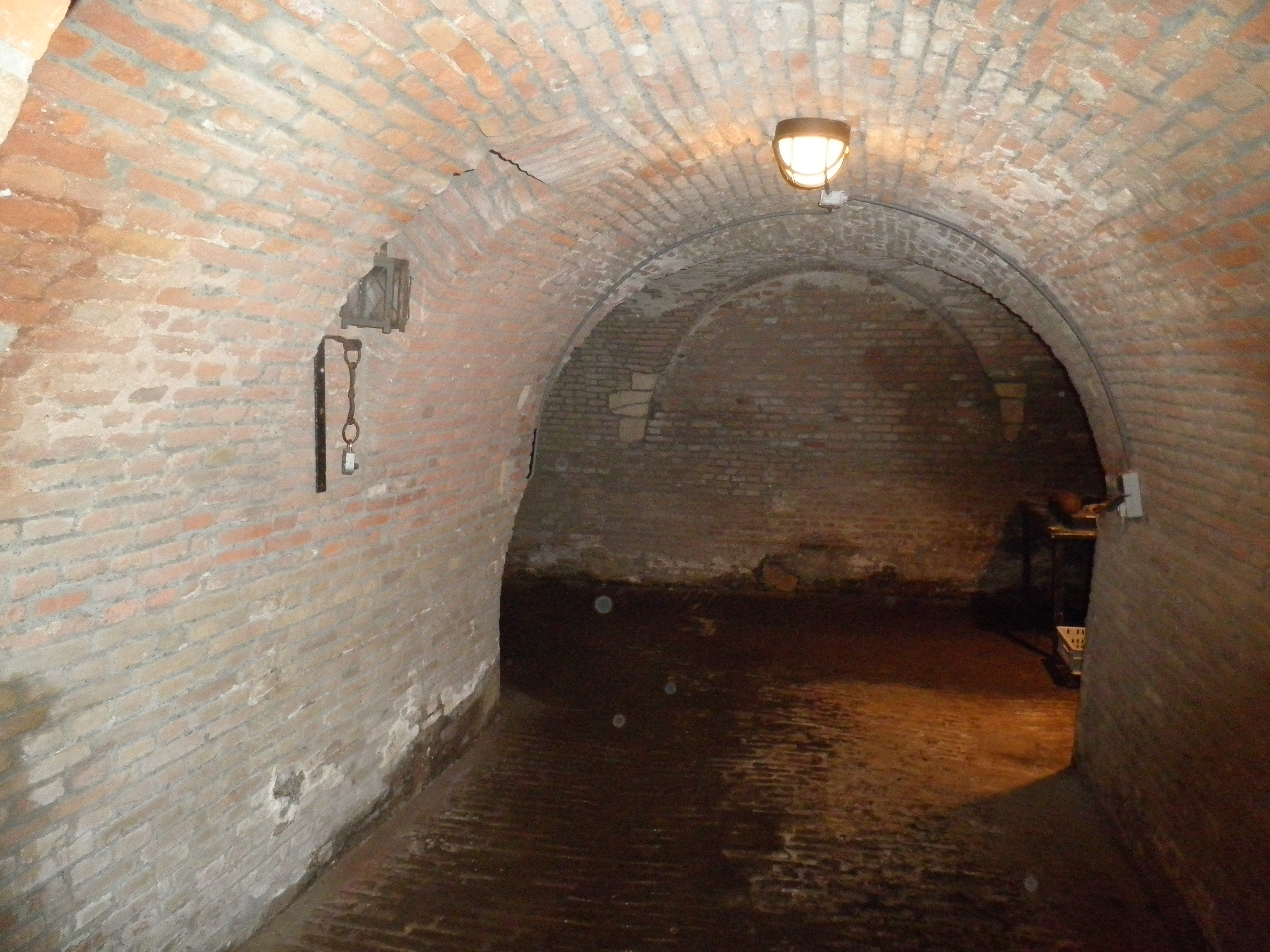
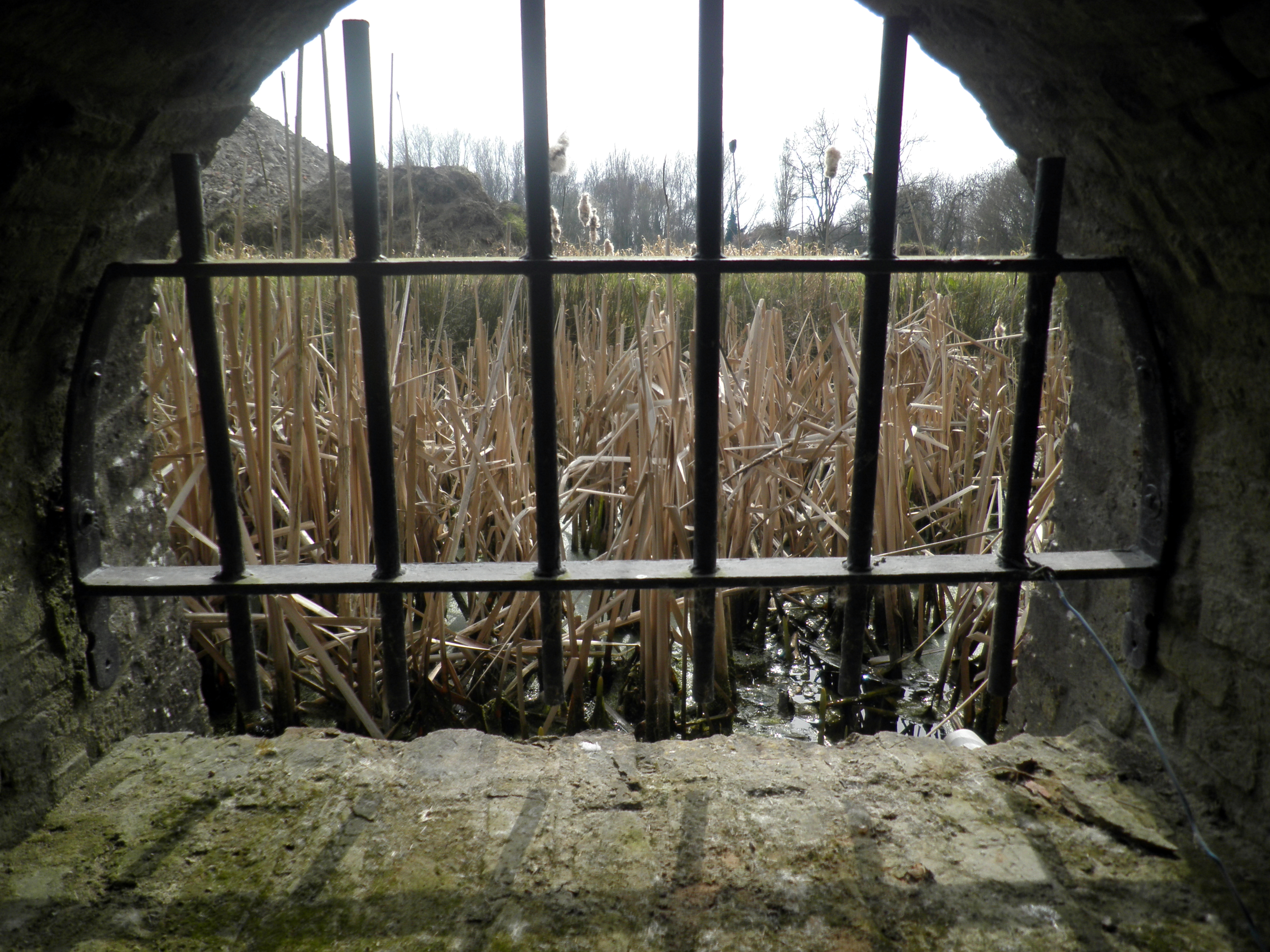